# Biểu tình Myanmar 2021
Những nỗ lực kháng cự dân sự trong nước ở Myanmar, được nhân dân địa phương gọi là Cách mạng mùa xuân (tiếng Miến Điện: နွေဦးတော်လှန်ရေး), bắt đầu vào đầu năm 2021 nhằm phản đối cuộc đảo chính vào ngày 1 tháng 2, do Min Aung Hlaing, tổng tư lệnh các lực lượng vũ trang của Myanmar, Tatmadaw, dàn dựng. Tính đến ngày 2 tháng 4 năm 2021, ít nhất 550 thường dân, bao gồm cả trẻ em, đã bị giết bởi lực lượng quân đội hoặc cảnh sát và ít nhất 2.574 người bị giam giữ.
Người biểu tình sử dụng các hình thức phản đối ôn hòa và bất bạo động, bao gồm những hoạt động bất tuân dân sự, đình công, chiến dịch tẩy chay quân đội, đập nồi chảo, chiến dịch ruy băng đỏ, biểu tình công khai và công nhận chính thức kết quả bầu cử trước đó. Nhiều người biểu tình mặc màu đỏ vì màu này gắn liền với Liên minh Quốc gia vì Dân chủ. "Kabar Ma Kyay Bu" (ကမ္ဘာ မ ကျေ ဘူး), bài hát được xem là quốc ca của Cuộc nổi dậy 8888, được phong trào bất tuân dân sự dùng làm bài ca biểu tình. Người biểu tình dùng kiểu chào bằng ba ngón tay như một dấu hiệu phản đối. Một số cư dân mạng ủng hộ dân chủ tham gia vào Liên minh Trà sữa, một phong trào đoàn kết dân chủ trực tuyến ở châu Á.
Để đáp lại với phong trào biểu tình ngày càng gia tăng, chính quyền quân đội đã ban hành một số biện pháp đối phó. Những biện pháp này bao gồm chặn internet và mạng xã hội, chặn phương tiện truyền thông, truy bắt và kết tội người biểu tình, tung tin đồn thất thiệt, đàm phán chính trị nhằm lôi kéo các đảng phái chính trị cạnh tranh gia nhập Ủy ban Lãnh đạo Nhà nước mới thành lập (để thay thế thể chế chính quyền được bầu ra), huy động người biểu tình ủng hộ quân đội và cài người xúi giục, dùng vũ lực đàn áp các cuộc biểu tình.

## Bối cảnh
Cuộc đảo chính Myanmar 2021 bắt đầu vào sáng ngày 1 tháng 2 năm 2021, khi các thành viên đắc cử thông qua bầu chọn dân chủ thuộc đảng cầm quyền Myanmar lúc bấy giờ là Liên minh Quốc gia vì Dân chủ bị Quân đội Myanmar phế truất. Cuộc đảo chính này đã trao quyền lực vào tay chính quyền quân đội, lập ra cơ quan lãnh đạo lâm thời có tên gọi là Ủy ban Lãnh đạo Nhà nước. Quân đội ban bố tình trạng khẩn cấp kéo dài một năm và tuyên bố quyền lực đã được trao cho Tổng Tư lệnh Quân đội Min Aung Hlaing. Cuộc đảo chính xảy ra một ngày trước khi các thành viên được bầu trong cuộc tổng tuyển cử tháng 11 năm 2020 tuyên thệ trước Quốc hội Myanmar nhằm ngăn chặn điều này xảy ra. Tổng thống Win Myint và Cố vấn Nhà nước Aung San Suu Kyi bị bắt giữ cùng với các bộ trưởng, thứ trưởng và thành viên Quốc hội.
Hoa Kỳ chính thức tuyên bố hành động chiếm quyền của quân đội là một cuộc đảo chính và tuyên bố sẽ trừng phạt các tướng lĩnh đứng sau vụ này.

## Các hình thức bất tuân dân sự

### Phong trào bất tuân dân sự và đình công

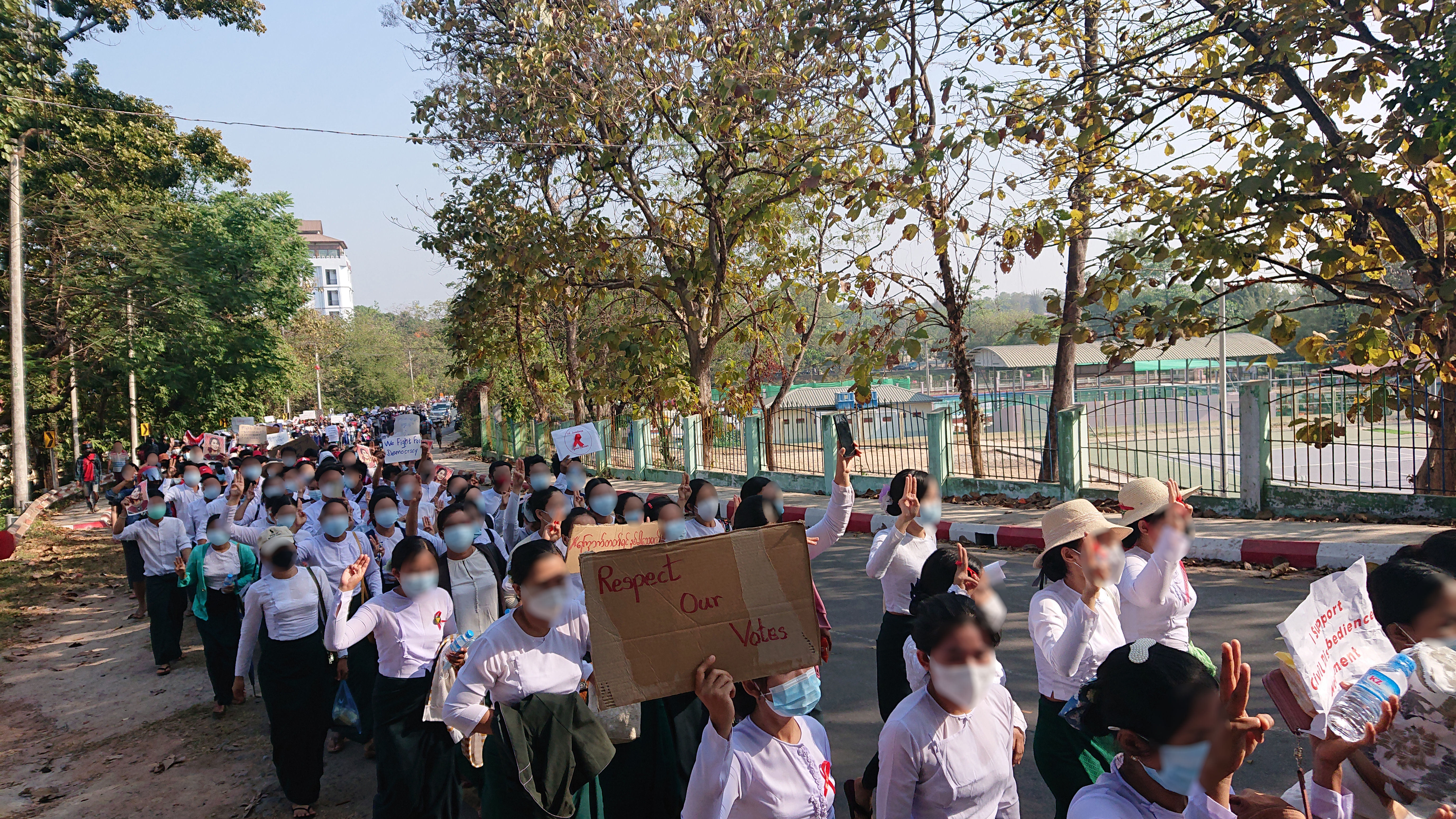
Một nhóm giáo viên mặc đồng phục biểu tình ở Hpa-an ngày 9 tháng 2 năm 2021.

Ngày 2 tháng 2 năm 2021, nhân viên y tế và công chức ở khắp nơi trên đất nước, bao gồm tại thủ đô Naypyidaw, phát động phong trào bất tuân dân sự toàn quốc để phản đối cuộc đảo chính. Một nhóm trên Facebook với tên gọi ''Civil Disobedience Movement'' (Phong trào Bất tuân Dân sự) thu hút hơn 230.000 người theo dõi kể từ khi thành lập vào ngày 2 tháng 2 năm 2021. Min Ko Naing, một lãnh đạo của Cuộc nổi dậy 8888, đã kêu gọi công chúng theo lập trường "không công nhận, không tham gia" đối với chính quyền quân đội.

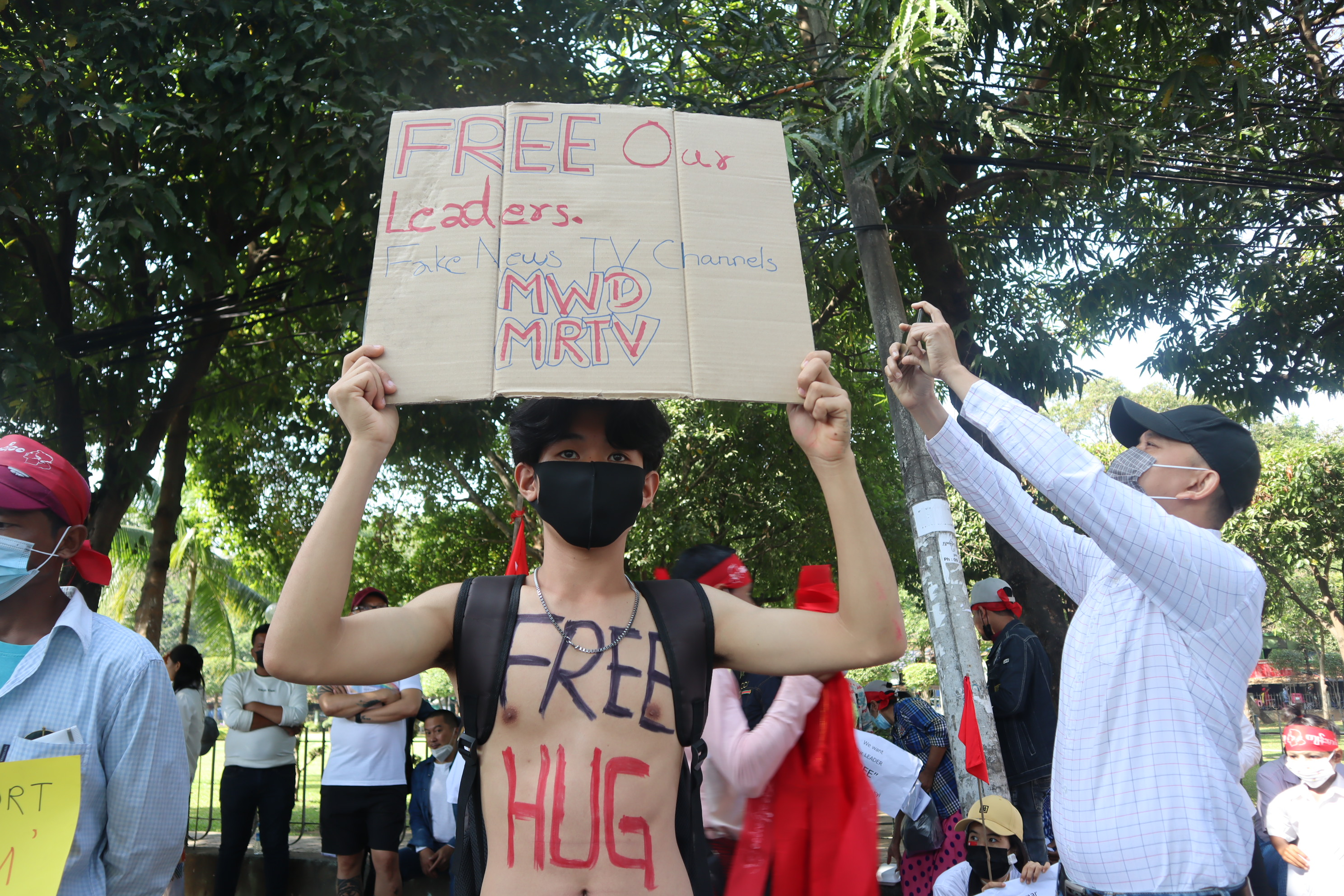
Một thanh niên biểu tình chống đảo chính quân sự.

Nhân viên y tế từ hàng chục bệnh viện và cơ sở nhà nước bắt đầu đình công từ ngày 3 tháng 2 năm 2021. Chỉ trong ngày đầu tiên, nhân viên y tế tại hơn 110 bệnh viện và cơ quan y tế đã tham gia phong trào này. Sáu trong số 13 thành viên của Ủy ban Phát triển Thành phố Mandalay, bao gồm phó thị trưởng, đã từ chức vào ngày 3 tháng 2 để phản đối cuộc đảo chính. Người tham gia đình công phải đối mặt với sự uy hiếp và đe dọa từ phía cấp trên. Đến ngày 9 tháng 2, việc tiêm chủng COVID-19 đã bị đình chỉ và hầu hết bệnh viện ở Myanmar đều đóng cửa.
Phong trào đình công đã nhanh chóng lan sang các lĩnh vực khác. Bảy tổ chức giáo viên, trong đó bao gồm Liên đoàn Giáo chức Myanmar với 100.000 thành viên, đã cam kết tham gia đình công. Nhân viên trong Bộ Ngoại giao do Suu Kyi lãnh đạo trước đây cũng tham gia đình công. Ngày 4 tháng 2, tại Naypyidaw, công chức làm việc tại Bộ Nông nghiệp, Chăn nuôi và Thủy lợi đã tổ chức một cuộc biểu tình. Ngày 5 tháng 2, 300 thợ mỏ tại các mỏ đồng ở Kyisintaung đã tham gia chiến dịch đình công.
Ngày 5 tháng 2 diễn ra cuộc đình công công vụ với sự tham gia của nhân viên hành chính, y tế, giáo dục cùng sinh viên đến từ "91 bệnh viện công, 18 trường đại học và cao đẳng, 12 cơ quan chính phủ ở 79 quận huyện". Nan Nwe, một thành viên của khoa tâm lý học trường Đại học Yangon cho biết: "Vì chúng tôi dạy sinh viên đặt nghi vấn về công lý cũng như hiểu biết về công lý, chúng tôi không thể chấp nhận sự bất công này. Lập trường của chúng tôi không phải là chính trị. Chúng tôi chỉ đứng lên vì công lý". Một bác sĩ phẫu thuật tại Bệnh viện Đa khoa ở Lashio, nói rằng hầu hết các bác sĩ và y tá đã đình công kể từ ngày 3 tháng 2 năm 2021. Nhân viên Hãng hàng không Quốc gia Myanmar cũng tham gia vào chiến dịch bất tuân dân sự.
Ngày 8 tháng 2, có tin tức rằng hai tờ báo của chính phủ là Kyemon và Global New Light của Myanmar dự định ngừng xuất bản để phản đối cuộc đảo chính. Cùng ngày, Ngân hàng Kanbawza tạm thời đóng cửa các chi nhánh vì thiếu người do nhân viên tham gia vào chiến dịch bất tuân dân sự. Các ngân hàng khác cũng bị ảnh hưởng do nhân viên nghỉ làm để tham gia vào chiến dịch đang diễn ra. Ngày 9 tháng 2, có thêm sự tham gia của nhân viên Ngân hàng Trung ương Myanmar.
Ngày 9 tháng 2, tác động của các hoạt động bất tuân dân sự khiến Bộ Y tế và Thể thao phải đăng lời kêu gọi công khai trên tờ New Light of Myanmar yêu cầu nhân viên y tế quay trở lại làm việc. Ngày 10 tháng 2, Liên đoàn Lao động Myanmar công bố kế hoạch truy tố các quan chức có hành động trừng phạt nhân viên tham gia phong trào bất tuân dân sự.

### Chiến dịch tẩy chay quân đội
Ngày 3 tháng 2, tại Myanmar nổi lên phong trào tẩy chay có tên gọi là chiến dịch Stop Buying Junta Business (Ngừng mua sản phẩm của doanh nghiệp đảo chính), kêu gọi tẩy chay các sản phẩm và dịch vụ có liên quan đến quân đội Myanmar. Trong danh sách doanh nghiệp trọng điểm của quân đội Myanmar, các hàng hóa và dịch vụ bị nhắm đến gồm hãng viễn thông quốc gia Mytel, bia Myanmar, bia Mandalay và bia Dagon, một số nhãn hiệu cà phê và trà, hãng phim 7th Sense Creation do con gái của Min Aung Hlaing đồng sáng lập, các tuyến xe buýt.
Hưởng ứng phong trào tẩy chay, 71 kỹ sư làm việc cho Mytel ở vùng Sagaing đã từ chức để bày tỏ phản đối. Một số cửa hàng bán lẻ đã bắt đầu rút bia Myanmar khỏi cửa hàng.
Ngày 5 tháng 2, công ty Kirin của Nhật đã cắt đứt liên doanh với tập đoàn thuộc sở hữu quân đội Myanma Economic Holdings Limited (MEHL). Liên doanh này có tên là Myanmar Brewery, nắm quyền sở hữu nhiều thương hiệu bia khác nhau trong đó có bia Myanmar. Tổng thị phần của liên doanh này chiếm 80% thị phần trong nước. Cổ phần của Kirin ước tính khoảng 1,7 tỷ đô la Mỹ. Ngày 8 tháng 2, đồng sáng lập của công ty công nghệ đa quốc gia Razer Inc., là Lim Kaling thông báo rằng ông đang rút cổ phần trong liên doanh với một công ty thuốc lá Singapore. Lý do là công ty này sở hữu 49% cổ phần của Virginia Tobacco, một nhà sản xuất thuốc lá địa phương mà phần lớn sở hữu thuộc về MEHL. Virginia Tobacco sản xuất 2 nhãn hiệu thuốc lá địa phương phổ biến là Red Ruby và Premium Gold.

### Phong trào đập nồi chảo
Kể từ khi cuộc đảo chính bắt đầu, cư dân ở các trung tâm đô thị như Yangon đã tổ chức ''cacerolazos'' - vốn là một hoạt động đập xoong nồi đồng âm vào mỗi buổi tối như một hành động tượng trưng để xua đuổi tà ác. Họ sử dụng hình thức này như một phương pháp bày tỏ sự phản đối quân đảo chính. Ngày 5 tháng 2, 30 người ở Mandalay đã bị buộc tội theo Mục 47 của Luật Cảnh sát vì đập nồi và đồ dùng nhà bếp.

### Biểu tình công khai

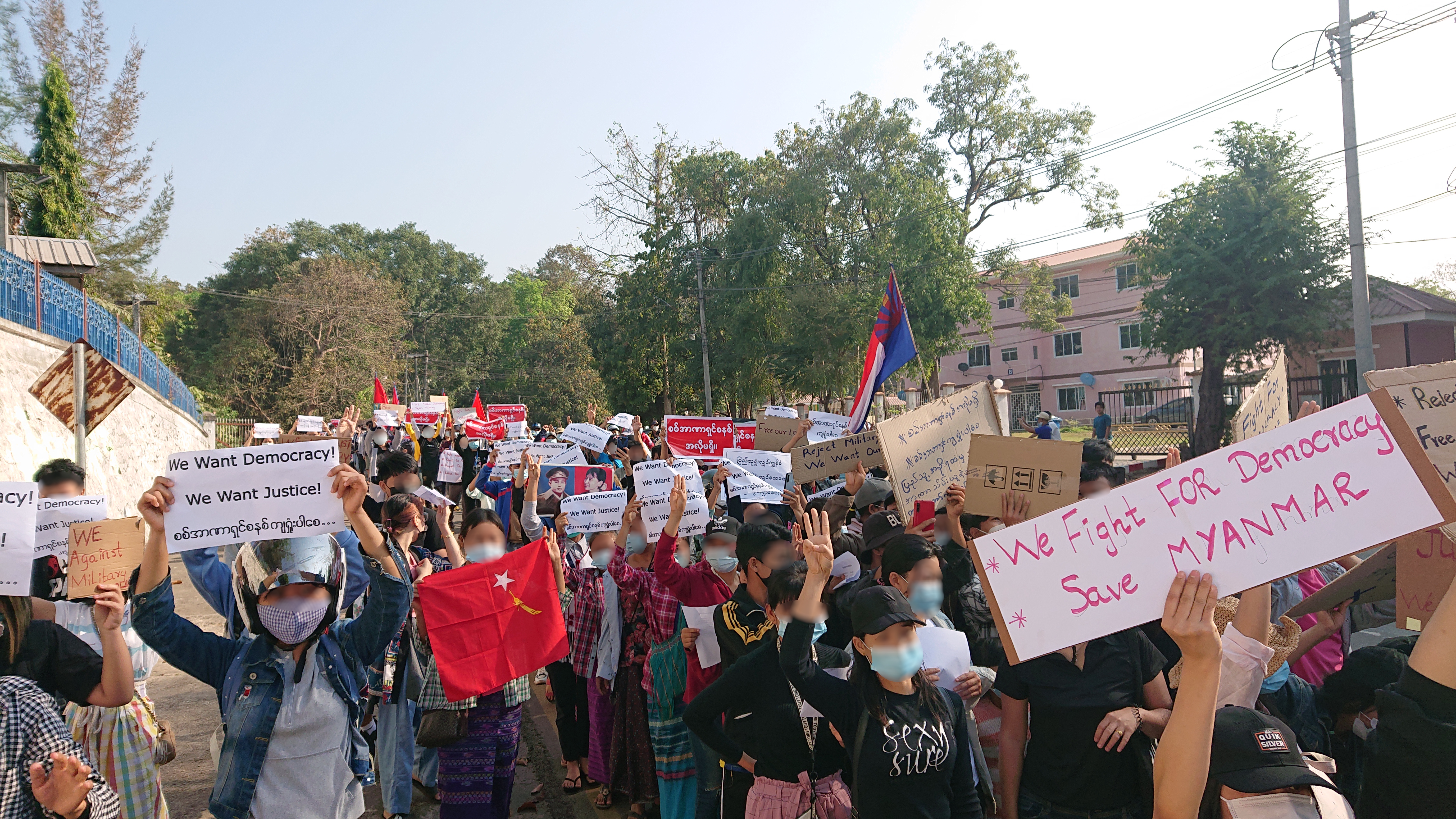
Người dân ở Hpa-an biểu tình chống đảo chính quân sự (9 tháng 2 năm 2021).

Ngày 2 tháng 2, vào lúc 20:00 giờ địa phương, một số người dân ở Yangon đã tổ chức một cuộc tuần hành biểu tình ngắn kéo dài 15 phút nhằm kêu gọi lật đổ chế độ độc tài và trả tự do cho Suu Kyi. Ngày 4 tháng 2, 30 công dân biểu tình chống lại cuộc đảo chính trước Đại học Y khoa Mandalay dẫn đến bốn người bị bắt giữ.

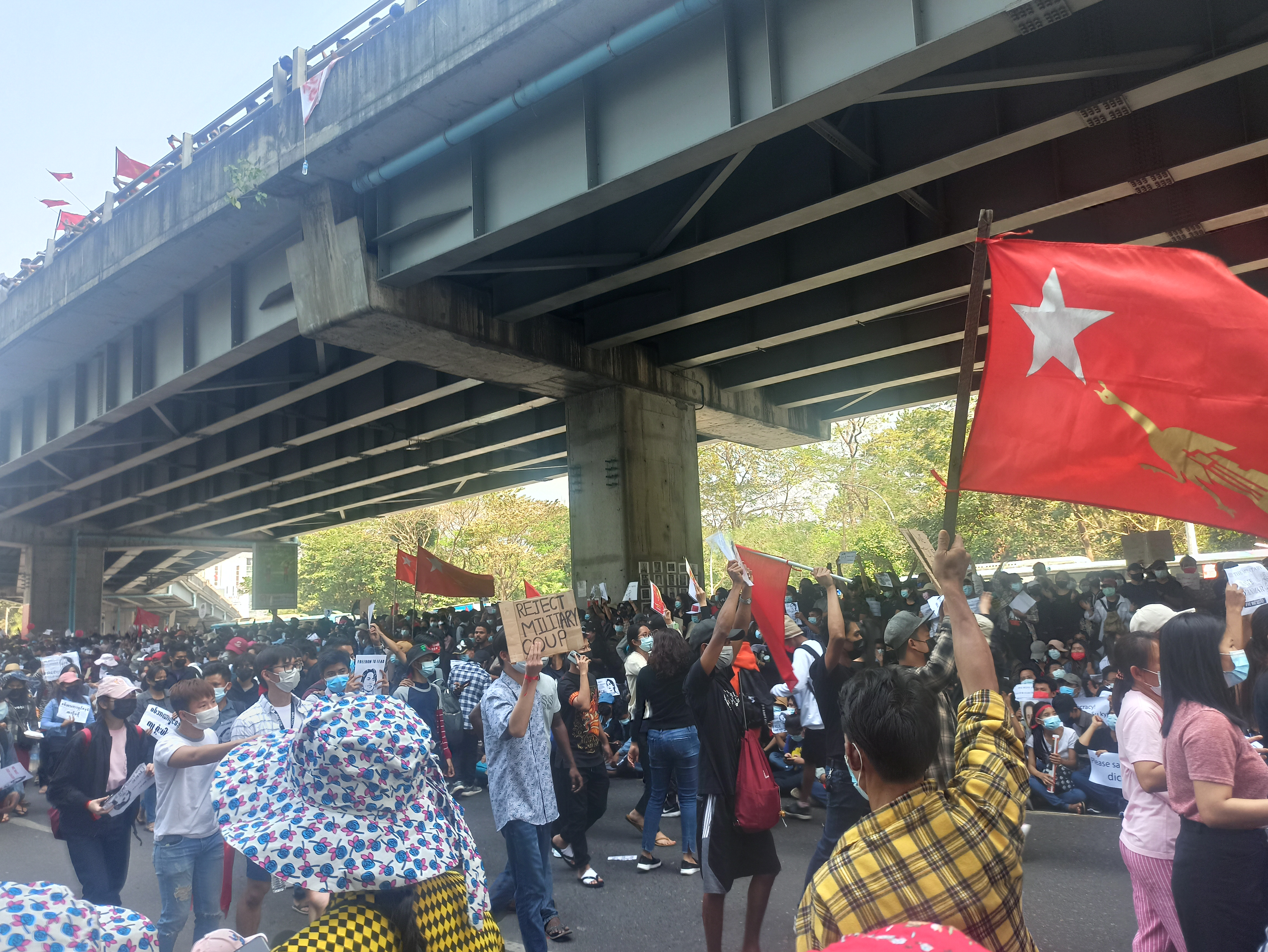
Người biểu tình vẫy cờ Liên minh Quốc gia vì Dân chủ tại giao lộ ở Yangon.

Ngày 6 tháng 2, những cuộc biểu tình quy mô lớn đầu tiên diễn ra tại Myanmar. Những cuộc biểu tình này không có người lãnh đạo mà do các cá nhân tự tổ chức. 20.000 người đã tham gia một cuộc biểu tình đường phố tại Yangon chống lại quân đội đảo chính, kêu gọi trả tự do cho bà Aung San Suu Kyi. Một trong những khẩu hiệu sử dụng là: "Độc tài quân đội, thất bại, thất bại. Dân chủ, chiến thắng, chiến thắng". Các tài xế bấm kèn xe để ủng hộ. Cảnh sát vây bắt người biểu tình tại giao lộ đường Insein–Hledan, ngăn cản họ di chuyển xa hơn. Tham gia vào biểu tình có các công nhân từ 14 tổ chức công đoàn. Các hãng truyền thông lớn và nhà báo cố gắng phát trực tiếp hình ảnh các cuộc biểu tình nhưng gặp trở ngại vì giới hạn đường truyền internet ước tính đã bị giảm xuống chỉ còn 16% vào 14:00 giờ địa phương. Cảnh sát đã điều xe vòi rồng và dựng rào chắn ở một số địa điểm. Buổi chiều cùng ngày, biểu tình lan rộng đến Mandalay và Pyinmana gần thủ đô Naypyidaw. Đến đầu buổi tối, cảnh sát đã kiểm soát được tình hình.
Ngày 7 tháng 2, biểu tình phát triển về mặt quy mô và lan sang các thành phố khác trên cả nước. Cuộc biểu tình lớn nhất ở Yangon thu hút ít nhất 150.000 người tham gia, tập trung tại giao lộ Hledan và xung quanh chùa Sule ở khu trung tâm Yangon. Người biểu tình yêu cầu trả tự do ngay lập tức cho Suu Kyi và Win Myint, hô vang khẩu hiệu và kêu gọi chế độ độc tài sụp đổ. Các cuộc biểu tình công khai cũng được tổ chức khắp nhiều thành phố ở Thượng Miến và Hạ Miến.

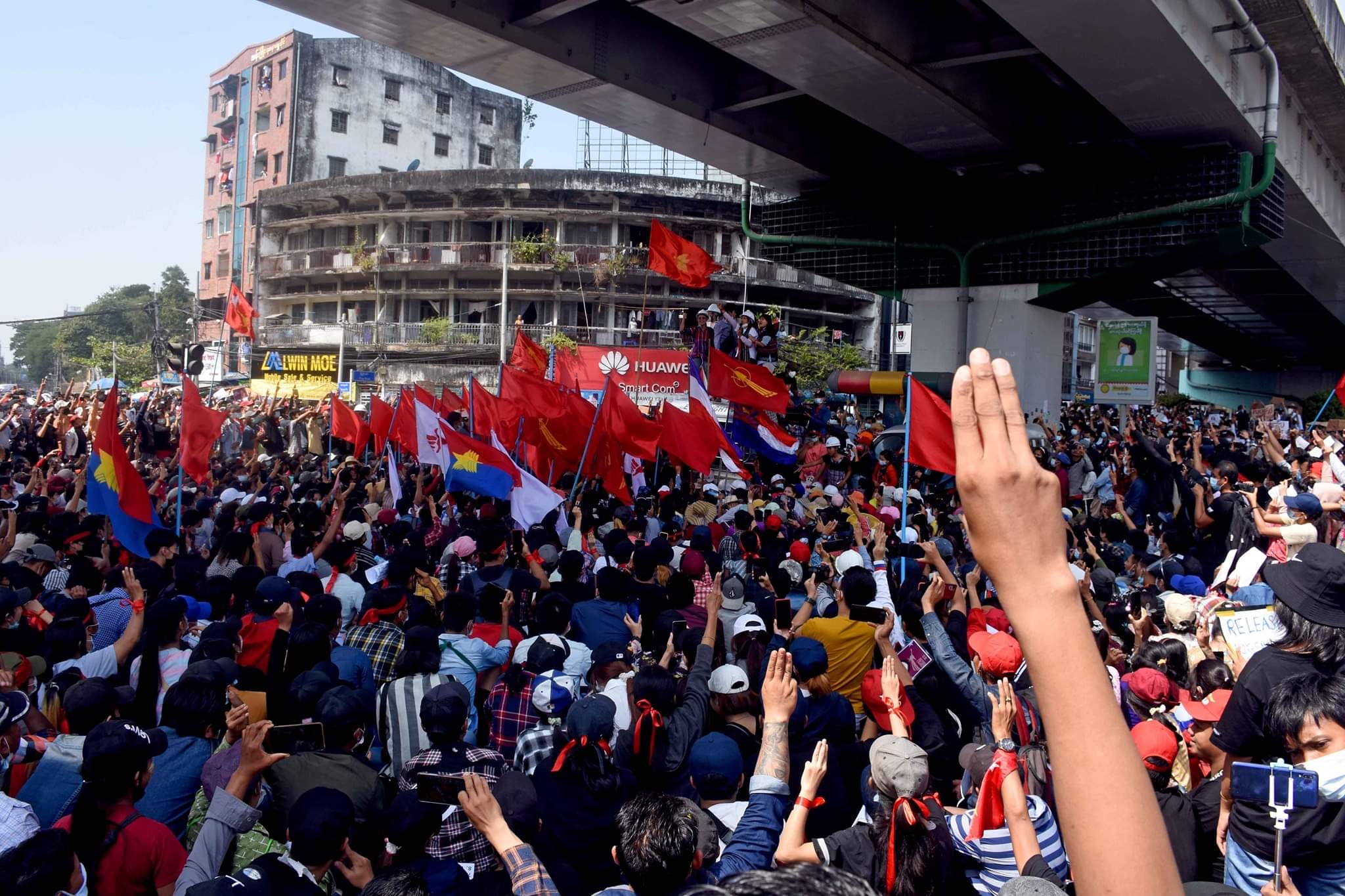
Người biểu tình chống lại đảo chính quân sự ở Yangon.

Ngày 8 tháng 2, các cuộc biểu tình tiếp tục thu hút người tham gia. Tại thủ đô Naypyidaw, cảnh sát chống bạo động triển khai phun vòi rồng vào người biểu tình để dọn đường, đánh dấu lần đầu tiên vòi rồng được sử dụng từ khi biểu tình bắt đầu. Trước áp lực công chúng ngày càng tăng, đài MRTV của chính phủ đã phát cảnh báo rằng việc phản đối chính quyền là phi pháp và báo hiệu có thể xảy ra một cuộc đàn áp người biểu tình. Đài này còn tuyên bố rằng "cần có hành động pháp lý chống lại các hành vi gây tổn hại đến sự ổn định của nhà nước, an ninh công cộng và pháp quyền." Tối cùng ngày, thiết quân luật và lệnh giới nghiêm ban đêm được áp đặt tại các thành phố và thị trấn lớn, bao gồm Yangon và Mandalay, đồng thời cấm tụ tập nhóm trên 5 người.
Ngày 9 tháng 2, bất chấp thiết quân luật, người dân tiếp tục tổ chức các cuộc biểu tình công khai lớn hơn trên khắp đất nước. Cảnh sát bắt đầu đàn áp các cuộc biểu tình, bắn đạn thật và đạn cao su, sử dụng vòi rồng để giải tán đám đông. Những thương tích nghiêm trọng do các hành động này gây ra đã khiến văn phòng Liên hợp quốc tại Myanmar phát ra một tuyên bố nhấn mạnh rằng việc sử dụng vũ lực không cân xứng với người biểu tình là điều không thể chấp nhận được.
Một vài cảnh sát ở các thành phố như Naypyidaw và Magwe cũng đã bắt đầu đào ngũ sang phe ủng hộ dân chủ. Ngày 9 tháng 2, Khun Aung Ko Ko, một cảnh sát ở Naypyidaw, đã bước ra khỏi hàng ngũ cảnh sát và tham gia vào đám đông biểu tình. Anh trở thành cảnh sát đang làm nhiệm vụ đầu tiên tham gia vào phe ủng hộ dân chủ. Trước đám đông, anh tuyên bố dù biết quyết định này có thể khiến anh mất mạng hoặc phải vào tù nhiều năm, nhưng sự hy sinh này sẽ xứng đáng nếu nó có thể làm được điều gì tốt đẹp cho quốc gia hơn 50 triệu người. Một số sĩ quan khác dù đã xin từ chức nhưng không được chấp thuận. Ngày 10 tháng 2, một đội cảnh sát ở bang Kayah nổi dậy phản đối cuộc đảo chính.
Ngày 12 tháng 2, Ngày Thống nhất tại Myanmar, cuộc đàn áp của quân đội trở nên dữ dội và biến thành bạo lực, một số người biểu tình bị bắn và bắt giữ tại Mawlamyine.

## Biện pháp đối phó của chính quyền quân đội

### Chặn internet
Ngày 4 tháng 2, các nhà khai thác viễn thông và nhà cung cấp internet trên khắp Myanmar được lệnh chặn Facebook cho đến 7 tháng 2 để đảm bảo "sự ổn định của đất nước". Công ty quốc doanh Bưu điện và Viễn thông Myanmar, một cũng chặn cả Facebook Messenger, Instagram và WhatsApp, trong khi công ty viễn thông Telenor Myanmar chỉ chặn Facebook. Facebook được sử dụng để tổ chức các cuộc đình công lao động trong chiến dịch bất tuân dân sự cùng với phong trào tẩy chay đang dần phát triển. Một nửa dân số Myanmar sử dụng Facebook. Sau khi Facebook bị chặn, người dân bắt đầu đổ xô sang dùng Twitter. Ngày hôm sau, chính phủ  cấm truy cập cả Instagram và Twitter. Sáng ngày 6 tháng 2, chính quyền quân sự bắt đầu ngừng cung cấp internet trên toàn quốc. Cùng ngày, Facebook kêu gọi nhà chức trách bỏ chặn các dịch vụ truyền thông xã hội. Ngày 7 tháng 2, khả năng truy cập Internet được khôi phục lại một phần nhưng mạng xã hội vẫn bị chặn. Ngày 14 tháng 2, Telenor thông báo sắp tới sẽ không thể tiết lộ công khai các chỉ thị nhận được từ chính quyền quân đội về việc gián đoạn internet.

### Đề xuất luật an ninh mạng
Ngày 9 tháng 2, dự thảo luật an ninh mạng gồm 36 trang được gửi đi nội bộ để lấy ý kiến phản hồi trong ngành viễn thông. Dự thảo luật sẽ buộc các nhà cung cấp internet chịu trách nhiệm ngăn chặn hoặc xóa những nội dung "gây ra thù hận, phá hủy đoàn kết và yên bình." Một liên minh gồm 150 tổ chức dịch vụ dân sự đã công khai tố cáo rằng dự luật này vi phạm các quyền cơ bản về tự do ngôn luận, bảo vệ dữ liệu cá nhân và quyền riêng tư, cũng như các chuẩn mực dân chủ khác trong không gian kỹ thuật số, đồng thời còn cho phép các cơ quan nhà nước có quyền cấm những nội dung bất lợi, hạn chế các nhà cung cấp dịch vụ Internet và chặn dữ liệu.
Ngày 11 tháng 2, hàng trăm người biểu tình tập trung tại Đại sứ quán Trung Quốc ở Yangon dựa theo những tin đồn trên mạng rằng Trung Quốc đã đưa thiết bị viễn thông và các chuyên gia công nghệ thông tin đến Myanmar trên những chuyến bay gần đây. Đại sứ quán Trung Quốc nỗ lực bác bỏ những tin đồn trên Facebook bằng cách phát ra một bản tuyên bố từ Phòng Thương mại Doanh nghiệp Trung Quốc tại Myanmar khẳng định rằng các chuyến bay chở hàng gần đây chỉ vận chuyển những mặt hàng như thủy sản.

### Chặn phương tiện truyền thông

Trong lúc bị chặn internet và truyền thông, nhiều người đã chuyển sang dùng radio để thu thập tin tức. Một tấm biển viết tay bằng tiếng Myanmar có nội dung "Hiện đã có radio" với tên một số đài phát thanh quốc tế lớn được viết tắt, bao gồm BBC, VOA và RFA.

Sau cuộc đảo chính vào ngày 1 tháng 2, chính quyền quân đội đã chặn các kênh tin tức phổ biến, bao gồm các kênh có thể thu sóng tự do trong không trung như Đài Tiếng nói Dân chủ Myanmar và Mizzima TV cùng các kênh tin tức nước ngoài như CNN, NHK và BBC. Ngày 7 tháng 2, chính quyền cũng chặn truy cập vào New York Times, Wall Street Journal, The Economist cùng với hai dịch vụ điện tử khác là Associated Press và Reuters. Một đại diện của Hội đồng Báo chí Myanmar đã bày tỏ quan ngại về tương lai của nền tự do báo chí ở nước này, cũng như quyền tiếp cận thông tin của công chúng và tương lai của các cơ quan thông tấn non trẻ của Myanmar.

### Bắt giữ và buộc tội
Các cơ quan hành pháp đã có phản ứng nhanh chóng trong việc dập tắt những phản đối xoay quanh cuộc đảo chính. Tính đến ngày 7 tháng 2 đã có 152 người bị giam giữ liên quan đến cuộc đảo chính.
Chính quyền quân đội tiến hành tố tụng hình sự đối với những người bị giam giữ. Ngày 3 tháng 2, Thawbita, một nhà sư Phật giáo bị kết án 2 năm tù giam theo Luật Viễn thông vì tội phỉ báng quân đội. Ngày 4 tháng 2, ba sinh viên đại học bị buộc tội vì biểu tình ở Mandalay. Ngày 5 tháng 2, chủ tịch Đảng Dân chủ Dân tộc Thống nhất bị bắt, bị buộc tội và bị kết án hai năm tù theo Bộ luật Hình sự vì đã tổ chức biểu tình ở Hpa-an, Kayin. Bà Cho Yu Mon cũng bị bắt và bị buộc tội theo Bộ luật Hình sự vì đã tham gia vào chiến dịch "ruy băng đỏ" tại ngôi trường mà bà làm hiệu trưởng ở Hpa-an. Lãnh đạo Liên minh Quốc gia vì Dân chủ Win Htein bị buộc tội xúi giục nổi loạn.
Ngày 6 tháng 2, Sean Turnell bị bắt giữ. Ông là một công dân người Úc, cố vấn chính sách kinh tế cho chính phủ dân sự Liên minh Quốc gia vì Dân chủ đồng thời là giáo sư Đại học Macquarie. Việc này khiến ông trở thành công dân nước ngoài đầu tiên bị bắt vì có liên quan đến cuộc đảo chính.
Ngày 8 tháng 2, nhà chức trách tái bắt giữ Nang Khin Htwe Myint, thủ hiến bang Kayin, và Myint Naing, thủ hiến vùng Sagaing. Nang Khin Htwe Myint là người đăng bình luận trực tuyến kêu gọi binh lính và người dân đoàn kết lại, chỉ ra rằng quân đội được chu cấp bởi thuế và ngân sách nhà nước. Myint Naing là người đăng bài phát biểu kêu gọi quần chúng tiếp tục biểu tình.
Ngày 9 tháng 2, ít nhất 100 người biểu tình đã bị bắt ở Mandalay, trong đó có phó thị trưởng Ye Lwin.

### Dung nạp các đảng chính trị đối lập
Sau cuộc đảo chính, quân đội đã đàm phán với các đảng chính trị cạnh tranh. Ngày 2 tháng 2, Ủy ban Lãnh đạo Nhà nước được thành lập với tư cách là cơ quan quản lý lâm thời của Myanmar. Thành viên của Ủy ban gồm một số chính trị gia dân sự, bao gồm Mahn Nyein Maung, cựu thành viên của đảng Liên minh Quốc gia Karen; Thein Nyunt và Khin Maung Swe, đồng sáng lập Lực lượng Dân chủ Quốc gia, một nhóm phân lập từ Liên minh Quốc gia vì Dân chủ. Ngày 3 tháng 2, năm thành viên dân sự bổ sung đã được kết nạp vào Ủy ban, bao gồm Aye Nu Sein, phó chủ tịch Đảng Quốc gia Arakan. Ngày 6 tháng 2, Đảng Thống nhất Mon thông báo chấp nhận lời đề nghị gia nhập Ủy ban của quân đội.

### Truyền bá thông tin sai lệch
Động thái ngắt internet của chính quyền đã thúc đẩy sự lan truyền thông tin sai lệch, trong đó bao gồm những tin đồn thất thiệt về việc bà Suu Kyi được thả, cái chết của các lãnh đạo cấp cao thuộc Liên minh Quốc gia vì Dân chủ và việc Min Aung Hlaing bị lật đổ. Tin đồn xung quanh việc Suu Kyi được trả tự do xuất phát từ kênh Myawaddy TV của quân đội. Tin đồn này khiến người dân đổ ra đường ăn mừng và bắn pháo hoa.

### Áp đặt thiết quân luật
Ngày 8 tháng 2, chính quyền bắt đầu áp đặt thiết quân luật ở một vài địa phương cho đến khi có thông báo mới. Thiết quân luật thiết lập lệnh giới nghiêm hàng đêm từ 8 giờ tối đến 4 giờ sáng, cấm tụ tập hơn 5 người, cấm diễn thuyết trước công chúng, cấm tụ tập và biểu tình. Các địa phương bị áp đặt thiết quân luật lúc đầu gồm 7 thị trấn ở Mandalay và một thị trấn ở Vùng Ayeyarwady. Sau đó, việc này được áp đặt thêm cho ở những nơi đã nổi dậy những cuộc biểu tình đáng thu hút nhiều chú ý. Tính đến 9 tháng 2, chính quyền đã áp đặt thiết quân luật lên 90 thị trấn ở 30 thành phố, bao gồm tất cả các thị trấn thuộc Yangon.

### Đình chỉ các quyền cơ bản
Ngày 14 tháng 2, chính quyền quân đội đã đình chỉ điều khoản luật bảo vệ quyền riêng tư và an ninh của công dân được quy định trong hiến pháp Myanmar cho đến khi tình trạng khẩn cấp được dỡ bỏ. Luật mới được thông qua cho phép Tổng tư lệnh quân đội có thể tạm thời hạn chế hoặc đình chỉ các quyền cơ bản của công dân, bao gồm việc bắt giữ và khám xét mà không cần có lệnh của tòa án, đồng thời có thể bắt giam mà không cần phê chuẩn của tòa án. Ủy ban Lãnh đạo Nhà nước cũng ban hành Luật 3/2021, trong đó yêu cầu tất cả cư dân phải khai báo tạm trú cho chính quyền nếu có khách ở qua đêm.

### Biểu tình ủng hộ quân đội
Trước khi cuộc đảo chính xảy ra, người biểu tình ủng hộ quân đội đã bắt đầu tụ tập để huỷ bỏ tính hợp pháp của kết quả cuộc bầu cử năm 2020. Một nhà hoạt động thuộc Mạng lưới Hòa bình Phụ nữ ghi nhận khả năng người biểu tình ủng hộ quân đội sẽ dùng bạo lực tấn công người biểu tình ủng hộ dân chủ. Ngày 30 tháng 12, khoảng 400 người biểu tình ủng hộ quân đội và nhà chủ nghĩa dân tộc đã biểu tình trước Tòa thị chính Yangon, vi phạm các nguyên tắc phòng chống COVID-19. Ngày 14 tháng 1, khoảng 1.000 người biểu tình vẫy cờ có huy hiệu quân đội tụ tập tại Pyawbwe, Mandalay để phản đối kết quả bầu cử.
Ngày 28 tháng 1, người biểu tình ủng hộ quân đội kích động bạo lực, ném gạch vào một xe cảnh sát tại Yangon. Không có người biểu tình nào trong số này bị bắt. Khoảng 10 chiếc xe đã chở những người này đến biểu tình và sau đó đưa họ rời đi. Đêm 30 tháng 1, khoảng 500 người biểu tình ủng hộ quân đội đã kích động bạo loạn gần chùa Shwedagon ở Yangon. Ngày 2 tháng 2, một ngày sau cuộc đảo chính, người biểu tình ủng hộ quân đội và người theo chủ nghĩa dân tộc tập hợp ở Yangon.

### Lạm dụng vũ lực
Ngày 8 tháng 2, cảnh sát bắt đầu bắn đạn cao su, dùng vòi rồng, xịt hơi cay và có khả năng là đã sử dụng đạn thật để giải tán người biểu tình khỏi đám đông. Lãnh đạo quân đội Min Aung Hlaing ra lệnh trấn áp và triệt tiêu các cuộc tuần hành biểu tình khi người biểu tình toàn quốc tiến hành đình công. Ngày 9 tháng 2, hai người biểu tình ở Naypyidaw được đưa vào bệnh viện địa phương trong tình trạng nguy kịch vì vết thương do đạn bắn. Mya Thwe Thwe Khaing, một phụ nữ 19 tuổi được tuyên bố là đã chết não và sống thực vật sau khi bị cảnh sát bắn vào đầu bằng đạn thật. Những báo cáo về việc người biểu tình bị thương đã khiến Ola Almgren, Điều phối viên Thường trú và Điều phối viên Nhân đạo tại của Liên Hợp Quốc tại Myanmar ra công bố lên án việc sử dụng vũ lực tàn bạo của chính quyền.
Ngày 20 tháng 2, trong một cuộc đàn áp bạo lực, cảnh sát và quân đội khiến 2 người biểu tình bị thiệt mạng và ít nhất 20 người bị thương tại Mandalay. Ngoài ra, cảnh sát và quân đội còn ném đá, xịt vòi rồng, bắt giữ và đánh đập người dân. Bất chấp mọi phản ứng quốc tế về sự cố này, quân đội cảnh báo người biểu tình rằng họ vẫn sẵn sàng tiếp tục sử dụng vũ lực như vậy, đồng thời cho rằng những người biểu tình đã kích động giải pháp đối đầu. Bất chấp những đe doạ từ quân đội, ngày 22 tháng 2, người dân vẫn tiếp tục tụ tập biểu tình, một vài người biểu tình cho biết rằng những vụ sát hại gần đây đã khiến họ càng quyết tâm tiếp tục biểu tình.
Ngày 25 tháng 2, nhiều báo cáo đề cập rằng cảnh sát đã bắn súng và sử dụng lựu đạn gây choáng tấn công một nhóm dân cư tại thị trấn Tamwe khi họ đang biểu tình phản đối việc quân đội bổ nhiệm người thay thế một lãnh đạo phường.
Sự can thiệp của chính quyền căng thẳng dần lên vào đầu tháng 3, cùng với các báo cáo cho biết ít nhất 18 người thiệt mạng vào ngày 28 tháng 2 dựa trên tin tức từ các tổ chức nhân quyền, và thêm 38 người thiệt mạng vào ngày 3 tháng 3.
Một sự cố về việc sử dụng bạo lực tấn công nhân viên cứu hộ đã được CCTV ghi hình lại và chia sẻ trên mạng xã hội, trong đó, một xe cứu thương tại thị trấn Bắc Okkalapa, Yangon đã buộc phải dừng lại khi bị cảnh sát vũ trang chĩa súng trực tiếp. Ba nhân viên cứu thương tình nguyện đã bị buộc bước ra ngoài và bị 6 cảnh sát liên tục đánh vào đầu bằng báng súng, đồng thời liên tục bị đá. Ba nhân viên tình nguyện này ngay sau đó bị bắt giữ và bị đưa đến nhà tù Insein, nơi khét tiếng với những điều kiện phi nhân đạo.

## Thương vong
Dưới đây là thống kê thương vong tính theo ngày kể từ khi các cuộc biểu tình bắt đầu, dựa trên ngày bị thương, theo số liệu từ Hiệp Hội Trợ Giúp Tù Nhân Chính Trị Độc lập (AAPP). Thương vong được tính đến ngày 29 tháng 3 năm 2021:

Thương vong theo bang và theo vùng (tính đến ngày 27 tháng 3 năm 2021)
≥100
50-99
10-49
1-9